# Jagodnjak
Jagodnjak es un municipio de Croacia en el condado de Osijek-Baranya.

## Geografía
Se encuentra a una altitud de 87 m s. n. m. a 296 km de la capital nacional, Zagreb.

## Demografía
En el censo 2011 el total de población del municipio fue de 2 023 habitantes, distribuidos en las siguientes localidades:
- Bolman - 520
- Jagodnjak - 1 299
- Majške Međe - 82
- Novi Bolman - 122

| Gráfica de población de Jagodnjak 1857-2011                         |
|                                                                     |
| Según los censos de población de la oficina estadística de Croacia. |